# Динчо Сугарски
Динчо (Дино) Мицев Сугарски или Доленски е български революционер, деец на Вътрешната македонска революционна организация.

## Биография
Динчо Сугарски е роден през 1896 година в мелнишкото село Сугарево или в Долени, тогава в Османската империя, днес в България. Присъединява се към ВМРО и е куриер на петричкия окръжен войвода Алеко Василев. Заедно с Динчо Балкански присъстват на убийството на Тодор Александров (1924), заради което по-късно същата година са убити от организационни хора по време на Горноджумайските събития.